# The Maquis (Star Trek: Deep Space Nine)
"The Maquis" és un episodi en dues parts, que suposen el vintè i 21è episodis de la segona temporada de la sèrie de televisió de ciència-ficció estatunidenca Star Trek: Deep Space Nine, el 40è i 41è de tota la sèrie. Originalment es van emetre en redifusió a partir del 25 d'abril (primera part) i 2 de maig (2a part) de 1994.
Ambientada al segle XXIV, la sèrie segueix les aventures a Espai Profund 9, una estació espacial situada prop d'un forat de cuc estable entre els Quadrants Alfa i Gamma de la Via Làctia, prop del planeta Bajor, mentre els bajorans es recuperen d'una brutal ocupació de dècades pels imperialistes cardassians.  L'episodi se centra en mantenir una pau difícil entre els bajorans, els cardassians i la Federació intentant resoldre un conflicte que podria conduir a la guerra.
L'episodi va presentar els Maquis, un grup de resistència recurrent que es va utilitzar en episodis posteriors de Star Trek, inclosos els primers episodis de Star Trek: Voyager. La primera part va ser escrita per James Crocker, Rick Berman, Michael Piller i Jeri Taylor, i la trama televisiva va ser escrita per James Crocker, i dirigida per David Livingston. La part II fou escrita per Rick Berman, Michael Piller, Jeri Taylor i Ira Steven Behr, amb el guió televisiu d'Ira Steven Behr, i dirigit per Corey Allen.

## Argument

### Part I
Quan el transport cardassià Bok'nor, es prepara per sortir de Espai Profund 9, un home amb uniforme de la Flota Estel·lar fa ajustaments subreptíciament a alguns equips propers. Poc després de sortir, la nau explota, matant a tothom a bord.
Mentre la tripulació comença una investigació, la Flota Estel·lar envia el tinent comandant Calvin Hudson, l'agregat de la Federació, a la nova zona desmilitaritzada al llarg de la frontera cardassiana, per assessorar i ajudar. Hudson, un vell amic tant del Comandant Sisko com de Dax, confia a Sisko la seva insatisfacció amb la seva missió; creu que la Flota Estel·lar va abandonar els colons i que la seva confiança en els cardassians per respectar el tractat és ingènua.
Quan Sisko torna a les seves estances aquell vespre, troba Gul Dukat esperant-lo. Dukat explica que hi és "extraoficialment", sense el coneixement del Comandament Central Cardassià, per ajudar Sisko a descobrir la veritat. A petició de Dukat, els dos agafen un vehicle de la Federació fins a la zona desmilitaritzada, on detecten dues naus cardassianes atacant una nau mercant de la Federació. Els atacants ignoren les ordres de Dukat de retirar-se, però abans que el vehicle pugui intervenir, apareix una nau de la Federació no identificada i destrueix els cardassians.
Mentrestant, un associat vulcanià del sabotejador, Sakonna, s'acosta a Quark per negociar un acord comercial, que li sorprèn saber que és un intent d'adquirir una àmplia gamma d'armes. En altres llocs de l'estació, el sabotejador és segrestat per assaltants desconeguts.
Sisko i Dukat arriben a una colònia a la zona desmilitaritzada per trobar Hudson i diversos colons en un acalorat debat amb Gul Evek, la contrapart cardassiana de Hudson. Evek presenta una confessió gravada del sabotejador dels "Bok'Nor", identificat com a William Patrick Samuels, i després porta el cadàver de Samuels, afirmant que es va suïcidar, cosa que provoca la indignació dels colons. Hudson més tard admet en privat que Samuels pot haver estat culpable del sabotatge, però afirma que els colons tenen dret a defensar-se i adverteix Sisko sobre els cardassians de nou. De camí de tornada a "DS9", Dukat nega vehementment l'afirmació de Hudson que els "Bok'Nor" transportaven armes.
El Cap O'Brien confirma que el dispositiu que va destruir els "Bok'Nor" era d'origen de la Federació. Sisko té assegurades les estances de Dukat com a precaució, però Sakonna i diversos colons aconsegueixen segrestar-lo. Un grup a la zona desmilitaritzada que s'anomena "Els Maquis" en reivindica la responsabilitat. Sisko, la Major Kira i el Dr. Bashir rastregen els segrestadors fins a un planeta en una zona coneguda com les Badlands, on són capturats per membres armats dels Maquis, i Hudson es revela com el seu líder.

### Part II
Sisko demana veure Dukat. Hudson acusa Sisko de posar-se del costat dels cardassians per culpa seva. Hudson afirma que els maquis només volen la pau, mentre que Sisko qualifica el seu desig de represàlies simplement com a venjança. Després que Sisko rebutgi una oferta per unir-se, Hudson i els maquis atordeixen el grup i marxen.
L'almirall Nechayev espera Sisko quan torna a "Espai Profund 9". Es refereix als maquis com "un grup de caps calents irresponsables" i ordena a Sisko que raoni amb ells, aparentment inconscient de la veritable naturalesa de la situació. Aleshores arriba el llegat Parn del Comandament Central cardassià, i mentre Sisko es prepara per trobar-se amb ell, Odo informa que ha atrapat "un dels còmplices del vulcanià". Sisko arriba i troba Quark en una cel·la.
Quark finalment revela que va organitzar que Sakonna adquirís armes, sense saber que hi havia Maquis en aquell moment, i creu que Sakonna està planejant un atac en els propers dies. Parn admet llavors que s'han introduït armes de contraban a la zona desmilitaritzada, informant a Sisko i Kira que el Comandament Central Cardassià culpa Dukat, afirmant que actua com un renegat, tot i que Sisko i Kira consideren clar que simplement l'estan preparant com a boc expiatori.
En una base Maquis, Sakonna intenta establir una fusió mental vulcaniana amb Dukat, a la qual es resisteix fàcilment. Sisko, Bashir i Odo arriben i interrompen l'interrogatori, i intenten resoldre la situació pacíficament, però Dukat s'impacienta, provocant un tiroteig. Els Maquis són capturats, però Sisko deixa que un dels seus líders vagi a lliurar un missatge a Hudson implorant-li que resolgui les coses pacíficament. Porten Dukat de tornada a "Espai Profund 9", on l'informen de les acusacions de Parn. Amb l'ajuda de Dukat, atrapen un comerciant xepolita transportant armes en nom del Comandament Central.
Quark convenç Sakonna perquè reveli a Sisko que els Maquis planegen fer explotar un dipòsit d'armes cardassianes en les properes 52 hores, però ella no sap on és. Dukat promet esbrinar la ubicació del dipòsit i, mentrestant, Sisko visita Hudson per última vegada, implorant-li que reconsideri abandonar la seva carrera. Hudson s'hi nega decididament, vaporitzant el seu uniforme de la Flota Estel·lar amb un fàser.
La tripulació del "DS9" espera en runabouts quan els Maquis arriben al dipòsit, i com que ni Hudson ni Sisko volen fer-se mal, intenten inutilitzar-se mútuament. Finalment, només queden el runabout de Sisko i el raider de Hudson, amb els motors de Sisko i les armes de Hudson inoperables. Malgrat les objeccions de Dukat, Sisko permet que Hudson s'escapi. Finalment, Sisko es pregunta si ha evitat una guerra o simplement ha retardat l'inevitable.

## Actors convidats
- Bernie Casey - Cal Hudson
- Richard Poe - Gul Evek
- Marc Alaimo - Gul Dukat
- Tony Plana - Amaros
- Bertila Damas - Sakonna
- John Schuck - Llegat Parn
- Natalija Nogulich - Almirall Nechayev
- Michael Bell - Xepolita
- Michael A. Krawic - William Samuels
- Amanda Carlin - Kobb
- Michael Rose - Niles

## Producció i impacte
En una primera versió de la història, Jake Sisko havia de trobar-se amb un vell amic de la família que ara treballa com a mercenari. Aquesta idea, que finalment va ser descartada, es va inspirar en la pel·lícula western Arrels profundes.
Ira Steven Behr feia temps que desitjava representar la societat utòpica realitzada a la Terra. Per tant, era molt important per a ell incloure la frase "És fàcil ser un sant al paradís" al guió per emfatitzar que les colònies de la Zona Desmilitaritzada representades a "The Maquis" no són, a diferència de la Terra, un paradís. Allà, en la seva opinió, és més difícil ser un sant, igual que és més difícil ser un sant a Deep Space Nine que a la Enterprise.
Behr volia que Hudson morís al final de la història, però Michael Piller s'hi va oposar.
Els episodis segueixen elements argumentals introduïts a l'episodi de Star Trek: La nova generació "El final del viatge", emès un mes abans, el 28 de març de 1994, mentre les dues sèries s'emetien simultàniament. A "El final del viatge", es va establir que els colons de la Federació no estarien obligats a abandonar les seves colònies que havien estat annexades al territori cardassià a la zona desmilitaritzada recentment creada, malgrat el possible maltractament sota l'ocupació cardassiana.
La introducció dels Maquis va sorgir del desig dels guionistes d'introduir persones diferents de la Flota Estel·lar, alhora que creava l'oportunitat de fer crossovers i millorar la continuïtat de la franquícia. Un director de l'episodi estava content amb les millores a la continuïtat, com ara actors que reprengueren els seus papers com a personatges amb els quals el públic ja estava familiaritzat. El Maquis i la seva insatisfacció amb la Federació, es repetirien en el futur. Episodis de Deep Space Nine com ara "For the Cause", "For the Uniform" i "Blaze of Glory", així com una aparició a l'episodi de La nova generació "Atac amb dret de prioritat".
La facció dels Maquis es va convertir en un component clau en el llançament de la propera sèrie Star Trek: Voyager, que va utilitzar la resposta de la Federació al grup en els seus episodis inicials, cosa que va portar a la Voyager i una nau dels Maquis a quedar encallats al Quadrant Delta. Les dues tripulacions van haver de treballar juntes per tornar al Quadrant Alfa.
Aquest episodi conté nombroses seqüències d'efectes especials, incloent-hi diverses batalles espacials. També mostra una nau espacial cardassiana, la Bok'Nor, acoblada a Espai Profund 9, i una altra nau espacial de la Federació sense nom.
L'episodi fou dirigit per David Livingston. Livingston va dirigir molts episodis de Star Trek en aquesta època, incloent-hi Star Trek: La nova generació (1987-1994), Star Trek: Deep Space Nine (1993-1999), Star Trek: Voyager i Enterprise. En total, va dirigir 62 episodis de Star Trek, incloent-hi 17 de Star Trek: Deep Space Nine.

## Recepció
Keith DeCandido va qualificar la primera part de "The Maquis" a "tor.com" el 2013 com un episodi normal de "Star Trek: Deep Space Nine". Va considerar que l'episodi no oferia una història particularment atractiva més enllà de la introducció dels Maquis. Va trobar la revelació que Hudson és membre dels Maquis poc sorprenent i la interpretació de Bernie Casey envarada. DeCandido va destacar positivament el desenvolupament de Dukat d'un dolent pur a un personatge més ambivalent. També li van agradar diversos diàlegs, en particular entre Sisko i Dukat, Sisko i Hudson, Kira i Odo, i Quark i Sakonna. DeCandido també va qualificar la segona part com un episodi mitjà. Va veure una millora respecte a la primera part, ja que els personatges principals són significativament més actius aquí. També va trobar excel·lents les representacions de Dukat i Quark aquí. També va trobar interessant que la imatge utòpica de la societat anteriorment retratada per la Federació hi comenci a mostrar algunes esquerdes. DeCandido va considerar que la principal debilitat de l'episodi era que no mostrava pel que realment lluitaven els Maquis. Les males accions dels cardassians contra els colons de la Federació només es van esmentar, però mai es van mostrar. A més, les accions dels maquis van ser molt qüestionables, ja que van atacar descuradament una colònia cardassiana civil i van destruir els Bok'Nor en un moment en què ni tan sols portaven armes. DeCandido també va trobar problemàtic el personatge de Calvin Hudson. Va trobar que la seva amistat amb Sisko es retratava de manera inversemblant, ja que Sisko intentava entendre el punt de vista de Hudson, mentre que Hudson no feia cap esforç per entendre Sisko. Com que Hudson no s'ha esmentat mai abans, també és difícil per als espectadors desenvolupar una connexió emocional amb ell.
Zack Handlen de The A.V. Club va escriure: "com passa sovint amb els episodis de dues parts, és difícil jutjar exactament com de bé funciona aquest per si sol" i, tot i que va gaudir de les aventures de Sisko i Dukat, va sentir que no hi havia cap tensió real al final de la deixada en suspens. En la seva ressenya de la segona part, Handlen va escriure: "Com a dues parts, aquesta compleix el seu propòsit, i la segona meitat té alguns moments excel·lents. És simplement, sense cap conseqüència real" i que la història passa "massa temps dient-nos que ens importi en lloc d'obligar-nos-hi" concloent que va ser una oportunitat perduda.
El 2015, Geek.com va recomanar "The Maquis, Part I" i "The Maquis, Part II" com a "visions essencials" per a la seva guia abreujada de marató de sèries de "Star Trek: Deep Space Nine". El 2016, USA Today va incloure aquest episodi com a imprescindible de tota la franquícia Star Trek per la seva introducció de la història dels Maquis, que també seria un element a Star Trek: Voyager. Assenyalen els interessants elements de la història de ciència-ficció de la Federació, els cardassians, els maquis i els bajorans que es combinen per crear temes complexos centrats en Espai Profund 9.
El 2020, Den of Geek va classificar "The Maquis" com una de les millors històries de Star Trek: Deep Space Nine. James Whitbrook de Io9 va dir que aquest era un dels episodis "imprescindibles" de la sèrie.

## Llançaments
L'episodi de dues parts es va publicar en dos llançaments separats de LaserDisc. Un disc òptic de 12 polzades amb dos episodis amb "Blood Lines" i "The Maquis, Part I" es va publicar el 6 d'octubre de 1998 als Estats Units. Un altre article amb "The Maquis, Part II" i "The Wire" es va publicar el 20 d'octubre de 1998.
L'1 d'abril, 2003, la segona temporada de Star Trek: Deep Space Nine es va publicar en discs de vídeo DVD, amb 26 episodis en set discs.
Aquest episodi es va tornar a publicar el 2017 en caixa recopilatòria DVD amb la sèrie completa  que tenia 176 episodis en 48 discs.